# 永い後日談のネクロニカ
永い後日談のネクロニカはつぎはぎ本舗が2011年に発売した、テーブルトークRPG（TRPG）。著者は神谷涼。神谷の相方だった愛甲の背任行為でつぎはぎ本舗が解散した後、インコグ・ラボが管理・運営を引き継いで現在に至る。人類文明滅亡後の未来を描いた終末もののゲームで、略称は「ネクロニカ」。

## 概要
核戦争によって人類文明と地球生態系が完全に崩壊した近未来を舞台に、生ける屍（ゾンビ）となってしまった少女たちの悲劇を描くSFホラーもののTRPG。
ゾンビによる世界の終末をテーマにした諸作品の影響下にある作品だが、プレイヤーキャラクター(PC)たちが原則として「少女」に限られるというのが本作の特徴となっている。
本作のPCたちはこの世界を支配する「ネクロマンサー」たちによって作り出された愛玩死体、通称「ドール」であり、自分の生前に関するほとんどの記憶が奪われている。PCたちの目的はこの滅んだ世界を旅しながら、自分たちの失われた過去を取り戻すことである。
本作で描かれる「ドール」たちにはゴスロリ文化の影響が強くあらわれており、あたかも少女のビスクドールを製作・改造するかのような形で、死体のパーツをつなぎあわせてプレイヤー好みの可愛らしい女の子の死体を作り上げることができる。悪趣味な面がある作品であることは製作側も熟知しており、公式サイトやルールブックにはそのような作品であることへの注意を喚起する警告がちりばめられている。
なお、本作ではゲームマスター(GM)のことも「ネクロマンサー」、略称で「NC」と呼称する。以後、「ネクロマンサー」と記述した場合は本作の世界設定上に存在するドール作成者のことを表し、「NC」と記述した場合は本作におけるゲームマスターのことを表す。

## システム

### キャラクターメイキング
『ネクロニカ』のPCである「ドール」を作成するには、様々なパラメータを組み合わせる必要があるが、ここではそれらを「キャラクタークラスに類するもの」「パーツに関するデータ」「記憶に関するデータ」「未練に関するデータ」の四つに大分して記載する。

#### キャラクタークラスに類するもの
『ネクロニカ』にはキャラクタークラスに類するものとして、「ポジション」と「クラス」と呼ばれる二種類のデータが存在する。
「ポジション」はキャラクターの精神性を表すキャラクタークラス分類であり6種類が用意されている。「クラス」はキャラクターの戦闘能力を表すキャラクタークラス分類でありやはり6種類が用意されている。全てのPCは「ポジション」から一つを、6種類の「クラス」から一つもしくは二つを選択し、マルチクラスを持つキャラクターとして作成される。なお、「クラス」を二種類選択したものは、どちらかを「メインクラス」、どちらかを「サブクラス」として選択しなくてはならない。「クラス」を一種類しか選択しなかったものはメインクラスとサブクラスの両方が同じクラスになる。
「ポジション」および「クラス」には、それらを選択することで取得できる「スキル」のリストが掲載されている。スキルは後述する行動判定や戦闘を有利にする特殊能力であり、キャラクターメイキング時には自分の「ポジション」に属するスキルを一つ、「メインクラス」に属するスキルを二つ、「サブクラス」に属するスキルを一つ選択し、取得できる。

#### パーツに関するデータ
死体人形であるドールは、肉体の様々な部位に自由な改造をすることができる。これはルール的にはPCの「部位」に対して「強化パーツ」を装備することで表される。
全てのPCには「頭」「腕」「胴」「足」の4種の部位があり、それぞれに強化パーツを組み込むことができる。PCのポジションとクラスが決定すると、それに応じてドールに組み込むことができる「強化パーツ」の数が決定する。
強化パーツは大きくわけて以下の三種類が存在する。
- 武装 - 普通の武器と防具。自分の肉体に接続するのでなく、手持ちにしたり着込んだりする。
- 変異 - 兵器と化した特殊な生体器官を肉体に埋め込む
- 改造 - なんらかの機械を肉体に埋め込む

パーツ毎に特殊な「スキル」が使用できる。ただし、戦闘などでパーツが破壊されるとそのパーツのスキルが使用できなくなる
強化パーツは基本ルールブックだけで90種が掲載されており、パーツの選択こそが『ネクロニカ』のゲームの戦術性の要となっている。
なお、全てのPCは強化パーツ以外に「基本パーツ」を所持している。基本パーツは「めだま」「のうみそ」「はらわた」「ほね」などの人としての姿をとどめておける身体要素であり、キャラクターメイキング時には購入の必要なく全てが揃っている。これら基本パーツにもスキルが設定されている。

#### 記憶に関するデータ
全てのPCはネクロマンサーにより生前の記憶の多くを奪われており、キャラクターメイキング時に自分についてはっきりわかっていることは「自分がなんらかの理由でドールとしてよみがえった死体であること」と「自分の名前と年齢」の二つのみである。
しかし、自身の過去に関する記憶を探るためのてがかりとして、「暗示」と「記憶のカケラ」の二つがネクロマンサーによって刷り込まれてもいる。
「暗示」とは生前の自分に起こった最も大きな事象に関する「なんとなくの印象」であり、その印象は間違いではない。原則的にPCは生前は「暗示」で示される印象どおりの人間であったことになる。「暗示」は『破局』『絶望』などの単語によって10種類が存在し、ダイスもしくは任意で一つを選ぶことになる。例えば『破局』の暗示を選んだPCは、自分の生前に大きな破局があったことはわかっているが、その具体的な内容を思い出せない、ということになる。
「記憶のカケラ」とは、自身の過去に関係するヴィジョンであり、「花畑で遊ぶ女の子」や「遠くで誰かが撃った銃の音」など非常に断片的な形で示される。このヴィジョンは100種類が用意されており、キャラクターメイキング時にダイスもしくは任意で2つを選ぶことになる。記憶のカケラで示されるヴィジョンは断片的すぎて単体では何のヒントにもならないが、冒険をすすめる中で新しい記憶のカケラを取得する（思い出す）ことが可能で、複数の記憶のカケラと後述する「暗示」を組み合わせることで、自分の過去に関する物語が見えてくるという仕掛けとなっている。

#### 未練に関するデータ
過去の記憶を失い、滅んだ世界で突然に目覚めてしまったPCたちは、ひとつ間違えば発狂してしまうほどに精神的に追い詰められている。そのため、全てのPCたちは自分の心のよりどころを必要としている。それを表すのが「未練」と「たからもの」の二つのデータである。
「未練」はコミュニケーション可能な他人に対する執着心であり、ゲーム的には、自分が狂いそうになったときに正気をとどめてくれる力として規定される。キャラクターメイキング時は、自分以外の全てのPCに対して「未練」を個別に設定する。「未練」は相手に感じている感情と、その相手にためている狂気点の二つによって構成されているデータである。感情は10種類の中からダイスで決定し、狂気点は初期はそれぞれ3点が溜まっている。
この世界で活動するモノの大半は自我なきアンデッドか変異生物で、言語による会話が通じる相手はほとんどいない。運よく知性がある誰かを見つけたとしても、大抵は人間の理性を捨て去った外道か、完全なる狂気におちいって自己完結している者たちであり、人間的な価値観による対話が通用しない。そんな世界で、自分と同じ目線での対話が可能な相手、つまりは同じドールであるほかのPCたちは非常に大切な存在なのである。未練によって設定される感情はネガティブなものになることもあるが、仲間に憎悪を抱けることさえ、この全てが滅んだ世界では、自分がかつて人間であったことの証明になりえるのである
また、全てのPCは、他人に対しての未練以外に「たからものへの未練」も一つもつ。自分の「たからもの」が何なのかはキャラクターメイキング時に決定する。

### ゲームの進行
『ネクロニカ』での1回のゲームプレイ（セッション）は、必ず下記の三つのパートに分けられて進行する。ただし、各パートにおけるPCの行動は連続性が意識されており、シーンで分けるようなルールは存在していない。
- アドベンチャーパート - 物語としての中心で、ドールたちのおかれている状況と後に起こる戦闘への伏線が語られる。
- バトルパート - なんらかの敵との戦闘が発生する。
- エンドパート - 物語の結末が語られ、セッションの事後処理が行われる。

1回のセッションでは戦闘はバトルパートで1回しか起こらない。二回以上の戦闘を起こしたい場合は、二本のシナリオを用意することが前提となる。なお、アドベンチャーパートを省略し、バトルパートとエンドパートだけでセッションを行う「ショートセッション」という遊び方も可能となっている。

### 行動判定
『ネクロニカ』ではいわゆる行為判定のことを「行動判定」と呼ぶ。
PCの行動が成功するか失敗するかわからないときは、 NCはPCに対して行動判定を要求することができる。行動判定は、10面体ダイスを振ってその出目を参照することで行われる。このとき、NCが行動の難しさに応じて、ダイスの出目に+2から-3までの修正をかけることができる。出目に修正をくわえた値が6以上ならばPCの行動は成功、5以下ならPCの行動は失敗とされる。また、修正結果が11以上ならば「大成功」、1以下ならば「大失敗」として通常の成功/失敗よりも過激なことが起こる。
また、PCが行いたい行動に関連する「記憶のカケラ」か「パーツ」を所有していた場合、それの使用を宣言することでダイスを三つまで増やして振ることができる（つまり最大で4個）。複数のダイスを増やした場合はそれぞれのダイスの出目にNCの難易度修正を加え、最も高い値を「行動判定の結果」として採用することができる。
ダイスを増やした状態で大失敗すると、その時追加で使用したパーツが破壊される。パーツ破壊のリスクを避けたい場合はダイス一個で判定するのも戦術の一つである。なお、ダイスを増やして行動判定を行った場合の大失敗は「ダイスの出目にNCの難易度修正を加えたものに1以下のものが存在するうえで、判定自体も失敗したとき」に発生する。

### 狂気点
本作を特徴的にするルールの一つに「狂気点」というものが存在している。
ネクロマンサーはドールの記憶は奪っても人格の改造は行わない。肉体的には超人的な力を持つPCたちもその心は年相応な少女であり、この壊れた世界に順応するような精神構造をもっていない。PCたちはゾンビの肉体になっても自意識の中では自分が人間だという意識を捨てきれていない。たとえ敵アンデッドの死体を食らわないと活動できないような改造が施されていても、我々がそれに嫌悪を抱くのと同じように、死体を食らうPCたちも自身の行為には嫌悪を抱かざるを得ないのである。このような状況の中で、PCがどれだけ精神的に追い詰められているかを表すステータスが「狂気点」である。
PCたちが精神的ショックを受ける可能性がある状況に遭遇したとNCは判断した場合、NCはPCに対して「狂気に耐えられるか」を表す行動判定を要求することができ、これを「狂気判定」と呼ぶ。判定におけるルールは通常の行動判定とほぼ同じである。狂気判定に成功すれば何も起こらないが、失敗すると「狂気点」を一点得る。狂気点を得た場合、すぐさま「未練」のいずれかに割り振らなければならない。ただし一つの未練に割り振れる狂気点の総計は4点までである。未練に割り振った狂気点が4点に到達した場合、その未練に関する感情が暴走する「発狂状態」になる。発狂状態になったときの具体的なペナルティは、未練に設定した感情ごとに異なる。もしも全ての未練に狂気点を4点わりふっていた場合、PCは「精神崩壊」状態になる。この状態になってもゲームは続けることができるが、狂気点がそれ以上増えることはなくなる。
また、狂気点はPCが自らの意思で増やすこともできる。PCはなんらかの行動判定に失敗したとき、狂気点を一点増やすことでその判定を振りなおすことができる。ただし、狂気判定については狂気点での振りなおしはできない。また、「精神崩壊」状態では狂気点を増やせないため、この振りなおしもまた不可である。

### 対話判定
溜まった狂気点を減らすために必要なのが、未練を持つ相手との「対話」である。自分と同じ目線で対話できる相手とのコミュニケーションを繰り返すことで、自分の人間としての自我を強固にしていくのである。
狂気点を減らしたいとき、PCは狂気が溜まっている「未練」の相手に対して対話を行うロールプレイをする。その内容が「未練」に設定している感情を上手く表しているとNCが判断すれば、対話をしかけたPCに対して「対話判定」を指示することができる。対話判定は通常の行動判定と同じルールで行われ、成功すれば、その「未練」に溜まっている狂気点を一点減少できる。
対話判定は特殊なマニューバを所持していない限りは、バトルパートでは行うことはできない。また、対話判定は複数回行うことができるが、狂気点は各パートにつき最大で、その時点で自分が所持する「記憶のカケラ」の個数分までしか減少しない。

### 戦闘
上述したとおり、『ネクロニカ』の戦闘はバトルパートのみで行われる。

#### 舞台見取図
戦闘はルールブックに記載された専用のシート「舞台見取図」を使用して行う。
舞台見取図は敵味方の彼我距離を抽象的に表すシートである。5つの大きめのマスが縦に並んで記載されており、マスにはそれぞれ名前がつけられている。イメージとしては以下のとおり。
| 奈落 |
| 地獄 |
| 煉獄 |
| 花園 |
| 楽園 |

戦闘時はPCと敵を表すコマを用意する必要がある。これはダイスでもチェスのコマでも何でもいい。
PCと敵は戦闘開始時は5つのマスのどれかにおり、それぞれのキャラクターを表すコマをマスに配置する。PCの初期配置は「煉獄」「花園」「楽園」のいずれかに限られ、これはキャラクターメイキング時に決めておく。敵の初期配置はNC次第だが、基本的には「奈落」「地獄」「煉獄」のいずれかにおかれる。
PCは戦闘中に同じマスにいる敵に対して射程0の武器で攻撃することができ、射程xの武器なら上下どちらかxマス分離れた相手に攻撃できる。また、1の移動力で上下どちらかの隣接するマスに移動することができ、xの移動力なら上下どちらかの方向へxマス分移動できる。

#### ターン進行
戦闘はターン(T)と呼ばれる単位で進行する。ターンは「カウント」という時間単位で細かく区切られている。キャラクターの行動順番はキャラクター毎の「行動値」の大きい順になる。敵味方全てのキャラクターは、ターンの開始時に自分の「最大行動値」と同数まで行動値が設定される。そして、「現時点で一番高い行動値を持つキャラクター」から行動が開始される。行動値がカウントと同じ数値のキャクターがそのカウント内で行為判定と行動が行えるキャラクターである。行為判定は原則として敵NPCが優先されるが、同一カウント内で行われた行為及び結果は同時に発生したものとして処理される。
キャラクターがなんらかの行動を行う度に、その行動に準じて設定された行動値が消費される。カウントと同じ数字の行動値のキャラクターがいなくなったらその時点で高い行動値と同じ数までカウントを数え下げる。そして、同じターン内で自分の行動値よりも早いキャラクターがいなくなったタイミングで、再び自分の手番が発生する。最終的に行動値が0以下になったならば、そのターン内で自分の手番は発生しなくなる。
全てのキャラクターの行動値が0以下になったならばターンは終了する。戦闘に参加しているPCたちは狂気点を一点増加させ、次のターンを開始する。この時、行動値が0より少ない（マイナス）になっている場合、ターン開始時に最大行動値からそのマイナス分を差し引いた数値がそのキャラクターの次ターンの最初の行動値となる。

#### マニューバ
戦闘時に行える行動全般を「マニューバ」と呼ぶ。ただし、実質的に戦闘時に行うことのほとんどは、スキルを使用する行動である。
各種スキルには使用するためのタイミングと、使用時に減少する行動値が設定されている。そのタイミングは以下の5種類である。
- アクション - 自分の手番がくれば使用できるスキル。自分の手番1回につき、一個のアクションスキルを使用できる。
- ラピッド - 誰かがマニューバを宣言した瞬間に割り込んで使用できる。
- ジャッジ - 誰かが行動判定を行った直後に割り込んで使用できる。
- ダメージ - 誰かにダメージが発生した瞬間に割り込んで使用できる。
- オート - 宣言の必要なく常に効果を発揮しているスキル。

アクション以外の「ラピッド」「ジャッジ」「ダメージ」のマニューバは、自分の手番でなくても使用できるが、基本的には1ターンにつき１回しか使用できない。

#### ダメージ
敵にダメージを与えるマニューバを宣言し、行動判定に成功すればその敵にダメージを与えられる。狙われた側は攻撃を妨害するマニューバを使えない限りはどうしようもない。
攻撃側の行動判定の出目によって、敵のどの部位に攻撃が当たったかが決定される。そして、その部位に装備しているパーツが、ダメージ数と同数だけ破壊される。破壊するパーツは基本パーツでも強化パーツでもどちらでもかまわない。どのパーツを破壊するかの選択は通常は「攻撃を受けた側」である。
ある一つの部位のパーツ全てが破壊されると、その部位は使い物にならない肉塊となった、もしくは部位そのものが吹き飛んだ（頭全てのパーツが破壊されたなら首なしになったのだろう）として扱われる。そのような状態で、完全破壊された部位にダメージが入った場合は、攻撃者の任意で別の残っている部位を選び、そこのパーツを破壊することになる。
また特殊なダメージ効果として、当たった部位すべてが破損する可能性のある「切断」や隣接する部位にも破損が及ぶ「爆発」といった特殊な付随効果もある。

### カルマ
アンデッドがPCである『ネクロニカ』には死亡という概念はない。全てのパーツが破壊されてもPCはただ「動けない」だけであり、修復すればまた動き出すことが可能である。通常のTRPGのように「生き残ってボスを倒せば勝ち」とは簡単に設定できない。
本作のセッションにおける勝利条件および敗北条件は、シナリオごとにNCが設定する。また、アドベンチャーパート開始時やバトルパートの開始時、希にエンドパート開始時には「カルマ」と呼ばれるNCから提示される小目標やセッションでの方向性の希望を一つ追加することが推奨されており、つまりは戦闘でのPCの目的はこのカルマを達成するように行動することになる。カルマに「○○しないように敵を倒す」と書かれていれば、その○○が発生した時点でPC側が敗北することもある。
またカルマとは無関係に、「PC側が全滅した」と見なされる状況もルールで定義されている。それは「全てのPCが全ての移動手段と攻撃手段を失った」と「全てのPCが全ての未練を狂気で埋め尽くした」である。

### 事後処理と成長
バトルパート終了後、敵の肉片をかき集めれば、PCの中のナノマシンが自分のパーツを再構成してくれる。どれだけのパーツを修復できるかは敵のレベルに応じて決まり、それ以上の修復はできず破壊されたままとなる。
また、エンドパートで物語の結末が描かれた後、PCたちは新しいパーツの購入をすることができる。どれだけのパーツを購入できるかは達成したカルマに応じて与えられる「寵愛点」に応じて決まる。寵愛点が高ければパーツの購入だけでなく新しいスキルも取得できる。

## 世界設定

### ネクロマンシー
『ネクロニカ』の世界には、生物の死体をまるで生きているかのように動かす技術「ネクロマンシー」が存在する。
また、ネクロマンシーによって活動させられる死体のことを「アンデッド」と呼ぶ。
ネクロマンシー、アンデッドという単語からは呪術的、オカルト的な印象が受け取られるかも知れないが、この世界のネクロマンシーは科学技術の産物である。ネクロマンシーは人類文明崩壊前に確立した技術であり、終末の世界において残された最大の遺産でもある。
ネクロマンシーはナノテクノロジーと人格ダウンロード技術の二つによって支えられた科学技術である。まずはこの世界のナノテクノロジーの発展について記述する。
21世紀中ごろ、人類は運動力の活発な新種の粘菌を発見し、それによってナノマシンを実現させた。ネクロマンシーによって活動するアンデッドの肉体の大半はこの粘菌ナノマシンで構成されている。粘菌ナノマシンは小さな運動力と微弱電流を無数に発生し、それがアンデッドの肉体を動かしているのである。さらに、この粘菌たちは複雑に関係しあうネットワークである「粘菌コミュニティ」を形成する性質がある。この粘菌コミュニティを人為的に形成させることで、コンピュータと同等の機能を持たせることが可能である。粘菌コミュニティに組み込まれた粘菌群はあたかも一つの意思に統率されたような動きをとる。粘菌コミュニティはいわば生物でいうところの脳の代わりとなっているのである。ただし、粘菌コミュニティはネットワークそのものにコンピュータの性質があるため「身体のどこか特定の器官」には依存していない。よくあるゾンビ映画のように脳を破壊すれば活動を停止するということは、この世界のアンデッドにはない。体がバラバラにきりきざまれても刻まれたパーツの部分だけで再び粘菌コミュニティが構築され、各肉片が個別にうごめき続ける。そしてそれを再度つなぎあわせるだけで、アンデッドの肉体のナノマシンは一つの粘菌コミュニティに再び統一されて、一体のアンデッドとして復活するのである。
ネクロマンシーを支えるもう一つの柱である人格ダウンロード技術は、22世紀の人類文明崩壊直前になって確立したものである。これはその名の通り、人間の自我と記憶を脳とは別の器（機械やクローンなど）に移し変える技術である。応用次第では全く新しい自我と記憶を持つ人工知性さえ作り出すこともできる。この技術の基礎となっているのは、21世紀にある東洋人学者が提唱した「自我次元論」である。その内容は「生物の脳には自我次元と呼ばれる異次元に接触できる性質があり、脳と自我次元が接触したときに自我が発生する」というものである。これはちょうどアナログレコードの再生と同じように解釈できる。脳は記憶や知性などの「情報」を記録したレコード盤であるが、それ単体では何もできない。これが自我次元と接触すると、あたかもレコード盤の上をレコードの針が接触したかのような状態になり、記憶や知性などが再生される、というものである。自我次元は出入りできる異世界ではなく集合無意識のような観念的な領域とされているが、人類は文明崩壊前に自我次元との接触を再現することに成功し、「人格ダウンロード技術」が確立したのである。そして粘菌コミュニティには情報を蓄えるコンピュータの性質を持つ。粘菌コミュニティに人格ダウンロード技術を掛け合わせることで、アンデッドは脳という器官に頼ることなく知性と自我を手に入れることができるのである。

### ネクロマンサーとドール
「ネクロマンサー」とは、上述した死体操作技術ネクロマンシーの使い手の総称である。人類文明崩壊前にネクロマンシーの研究者だった者も、ネクロマンシー技術を入手したスーパーコンピュータも、造物主を殺してネクロマンシーの技術を奪ったドールも、この世界でネクロマンシーさえ使えるならば等しくネクロマンサーと呼ばれる。
ネクロマンシーは高度な技術だが、手順さえ知っていれば誰にでも使えるものでもある。しかし、情報インフラが崩壊したこの世界においてネクロマンシーのことを知るのはとても困難であり、現実的にはネクロマンサーの数は少ない。
ネクロマンサーはこの滅んだ世界の王ともいえる存在であるが、互いの干渉はよほどのことがない限り行わない。自分の領地ともいえる場所を定めて、そこで自分の思い通りのアンデッドを作り自分だけの永遠の楽園を作り出して引きこもっている。
しかし、自分の思い通りのことしか起こらない空間は逆にネクロマンサーたちに退屈という苦しみを与える。そこでネクロマンサーたちが行うのが、自分に完全服従しない「人間的」なアンデッドを作り出して、それの反応を見て楽しむことである。こうして作り出されたのが「ドール」である。PCたちはどこかのネクロマンサーによって作られたドールの一体である。
多くのネクロマンサーはドールに少女の姿を与え、少女の記憶を与えることを好む。これに技術的な理由があるわけではないのだが、線の細い人形のような姿が滅んだ世界に似つかわしくないが故に、ネクロマンサーに潤いを与えるのではないかとされている。
ドールが他のアンデッドより「人間的」であるとされるのはその精神性である。人間のような知性を持ち、人間のような反応を返すだけのアンデッドは「サヴァント」と呼ばれ、「ドール」とは呼ばない。ドールとサヴァントの違いは、ドールが徹底的に人間の「心」を再現していることにある。ドール達は自分がアンデッドであることを知識としては理解できても、「自分は人間である」というアイデンティティを捨てきれない。それゆえに、死体に心が閉じ込められていることを嘆き悲しむことができるのである。逆にいえば、自分がアンデッドであることを心の底から受け入れたものはすでにドールではなくサヴァントである。しかし、狂気に飲まれて人間であることを忘れることは、この世界においては甘美な誘惑であり、そのような「諦めた」ドールたちもまたこの世界には多くいる。
ネクロマンサーはアンデッドの自我や知性を自分の好みでデザインすることができるが、ドールについては自分の好みと無関係に「かつて生きていた誰か」の人格と記憶をとても細かく再現して埋め込んでいる。これはドールに人間としてのアイデンティティを持たせるための方法論である。しかし、記憶の方は何かのきっかけがないと思い出せないように封印もされている。ドールは「自分はかつて人間であった」という強固なアイデンティティ（ゲームで言うところの「暗示」）を持つにもかかわらず、その根拠となるはずの過去が失われていることに苦しむことになる。ドールの記憶が奪われる理由はネクロマンサーたちの悪趣味という面も大きいが、技術的な根拠もある。彼女たちに植えつけられた記憶が「生前の人間」であるということは、100年以上前の人類文明崩壊前の記憶を持つということである。過去のことを詳細に覚えていると、アンデッドとミュータントが跋扈する終末の世界の風景と自分が知る過去とのギャップで自我に致命的なダメージを受ける可能性がある。この終末の世界に序々に慣れさせるという意味でも、ドールの記憶を奪っておく必要がある。
ネクロマンサーがドールを作って何をしたいかはネクロマンサー毎に異なる。しかし、多くのネクロマンサーはドールを直接導くことはせず、記憶を失い滅んだ世界で右往左往するドールたちの行動をただ観察して楽しむことが多い。ネクロマンサーのもつ技術を使えば、直接ドールたちと行動をともにせずとも彼女たちの行動を監視することは容易である。そして、ドールたちの冒険が盛り上がるように、ドールたちに影から試練を与えたり、援助を与えたりする。これはちょうどテーブルトークRPGでゲームマスターがプレイヤーたちのためにシナリオを用意するのと似たようなものであり、それゆえに『ネクロニカ』のゲームマスターは「ネクロマンサー」と呼ばれる。
ドールたちがそんなネクロマンサーの思惑をどう思うかは個々のドールによって異なる。しかし全てのドールに共通する渇望は「自分の失われた記憶を取り戻す」ことである。それこそがドールがこの世界で狂気に陥らずに耐え続けているモチベーションであり、ネクロマンサーの「遊び」がそのヒントになるのならば、その遊びにつきあわない理由もないのである。
ほとんどのドールは自分の過去を取り戻すことなく散っていく。だが、記憶を完全に取り戻すドールたちもわずかながらにいる。彼女らのその後は様々なドラマがあるが、それはこのゲームで語られるテーマでないとされている。『ネクロニカ』は終わった世界で失われた過去を求める「後日談」のゲームであり、過去を取り戻したドールの先にあるのは後日談ではなく「新しい物語」なのである。

### 世界の様子

#### 崩壊までの経緯
21世紀の中ごろ、上述した粘菌の発見によりナノマシンが実現化され、科学技術は飛躍的に発達する。しかしその一方で国家間の水資源紛争が活発化、さらにはエネルギー枯渇問題も重くのしかかり、明るい未来というような風潮は感じられていなかった。
22世紀に入っても紛争はやむことを知らず、2118年に南米で生まれた独裁政権の暴走で限定核戦争が勃発。それは人類崩壊につながるような終末的なものではなかったものの、国家間のパワーバランスは極限まで緊張に達しており、何かの弾みで最終戦争が起こる危険性が常にあることを人類につきつけ、人類全体にいいようのない不安が広がるようになる。
そして2130年頃、世界各地にアンデッドの軍団が現れるという大事件が起こった。このアンデッドたちの正体はいまだ謎であるが、ネクロマンシーなどという技術がまだ知られていない頃のことだったので、人類全体にパニックが発生する。人々はゾンビによる世界の終末の始まりを口々に叫び、前述した「いいようのない不安」は容易に終末思想へ結びついた。
その流れにのって生み出されたあるカルトが、実際に終末戦争を起こすことを画策。2135年に世界の各地で同時に核テロリズムを起こす。これを敵国からの攻撃と勘違いした一部の国の指導者は報復に核を撃ちかえし、二回目の限定核戦争が起こる。それは前回のものとは比べ物にならない大規模な被害を世界にもたらし、地球環境は大きな打撃を受ける。しかしそれでも、人類がまだ滅ぶほどのことではなかった。
2140年、人類はここに及んでようやく核使用禁止条約を締結。しかし、当時の地球は二回の限定核戦争による汚染が進んでおり、残された清浄な資源をめぐる紛争は激化の一途を辿っていた。核に代わる新たな軍事力をどこの国も求めていた。そして2141年、北米大国と東アジアの大国がほぼ同時に、あの世界各地に現れたアンデッドたちのメカニズムを解き明かした。これが死体操作技術ネクロマンシーが生み出された瞬間である。当時の社会にとってネクロマンシーが魅力的だったのはコストがとても安価であるということであった。アンデッドを構成する粘菌はわずかな栄養で活動することができるため、生きている人間のような水や食料の補給がほぼ必要ない。もちろん、戦車や戦闘機のように燃料を使うこともない。アンデッドは体が傷つき磨耗しても新しい死体のパーツを用意すればすぐに復活する。そして、二回の核戦争とそれに続く紛争の激化は死者の数を生まれる数より多くしていた。つまり、材料となる「死体」には事欠かなかった。エネルギーや資源で争っている戦争の中で、そのエネルギーや資源を使わずに動く兵器というのは重要だったのである。倫理的な反対も大きかったが「死体を兵士に使うということは、今生きている者を犠牲にしない、人道的なこと」というプロパガンダを押し通し、二大国はアンデッド兵士を戦場に送り込んだ。そしてその他の国々も追随してネクロマンシー技術を研磨させ、多種多様な軍事用アンデッドが生み出された。また、ネクロマンシーの発達は、対アンデッド兵器としての生物兵器の研究も促進させた。
アンデッド兵器が実戦投入されたことで起こった最大の悲劇は、人類から軍事モラルを崩壊させたことである。死体を動かすことさえ人道的と言う詭弁が通用するならば、他のもっと凶悪な兵器さえ使うことに躊躇しなくなるのも時間の問題であった。これには前述した自我次元論を応用して「人格をコンピュータにダウンロードする」という技術が実用化したことも背景にある。肉体が滅んでも人格が再現できるという考え方が、魂は不滅であり生前の肉体や生命の価値は低いという過激な認識を広めるに至ったのである。
そして、「核ではない兵器」なら何でも許されるという風潮のもとにありとあらゆる非人道的な兵器が生み出され、実戦に投入されていった。2154年には核以上に広域破壊をもたらす兵器が次々に使われた。東アジアでは地震兵器が、欧州では気象兵器と変異昆虫兵器の大群が実戦投入され地球人口はさらに激減した。ここに至って核使用禁止条約は破棄された。もはや核兵器などなくても人類は滅ぶ選択ができることを皆知ってしまったのである。
2155年、南北アメリカ大陸間で130発の核弾頭が炸裂した。どこの国の誰がはじめにボタンを押してしまったのかは定かではないが、前年に欧州が大打撃を受けて世界のパワーバランスが崩れたことが遠因であるともされている。とにかくこれで世界最終戦争が起こることになる。世界は無政府状態になり核の冬が訪れたが、アンデッド兵士たちはそれでもまだ戦争を続けていた。アンデッド兵士たちは生き残っている敵側の人間たちを無差別攻撃し、人類は98％が死滅、人類文明は終了した。
2182年には核の冬が終了し、核シェルターで生き残っていたわずかな人類が地上に帰ってきた。しかしそこは彼らが予想していた「静かな滅んだ世界」とは全く異なる光景が広がっていた。何らかの手段でこの世界を生き延びた「ネクロマンサー」たちが群雄割拠し、地上の支配権をかけて闘争する世界。ネクロマンサーの手駒であるアンデッドが跋扈し、野生化した生物兵器がそのアンデッドさえ食らう死の大地。ネクロマンシー技術を持たない人間たちはこの世界に耐えることができず、死ぬかアンデッドにされていった。「ネクロマンサーであるかどうか」で万物の霊長としての地位が決まる時代が到来したのである。ネクロマンサーでさえあれば人類でも人工知性でもアンデッドでも等しく歴史の主役になれるが、人類という種の単位での歴史が語られることはなくなった。
さらにそれから時が経った2200年代。そのネクロマンサーたちさえも大きな行動をしなくなった。彼らは覇権を争う戦争にさえ飽き、ただ自分の領地にひきこもるだけとなった。もはや誰もが何もしようとしない、ただ終わってしまっただけの世界。新しい歴史が紡がれず、過去の思い出のみが慰めとなる世界。その思い出を求めることこそが「後日談」として語られる世界。それが『ネクロニカ』の舞台である。

#### 世界の風景
『ネクロニカ』の世界は放射能と化学物質による汚染が地球全土を覆っている。空がほぼ常に暗い黄色い雲に覆われており、太陽が照らすことは稀である。海は油膜を貼って青白く光っており、無数の漂着物が流れている。末期に使われた気象兵器の影響で気候は常に不安定で、嵐などが突然起こることもある。空から降る雨は透明ではなく、タールのようにドス黒かったり、青白く光っていたりするのが普通である。人類文明の遺産である建築物の廃墟はそこら中にあるが、完全に荒野と化した地域も少なくない。
この世界は厳密には死の世界ではない。かつて人類が作り上げた生物兵器の子孫たちが野生化して独自の生物相を作っている。特に変異昆虫と変異植物が優勢である。これらは最終戦争後に独自の進化を遂げたため、かつて人類が作り上げた生物兵器とは異なる種となっている。生殖能力を持つがゆえに世代を超えて多様な変化を遂げていることは、この世界のアンデッドたちにとっては脅威である。強靭なアンデッドとして作られたPCたちが変異生物たちにやられることもしばしばあり、皮肉なことながら対アンデッド兵器として生物兵器を選択した人類の叡智が証明されているといえる。
しかし、それでもこの世界の主役はアンデッドたちである。アンデッドは大きく分けて、以下の4種類が存在する。
- レギオン - ネクロマンサーの雑兵として作られたアンデッドで、自我を本能程度にしかもたない。常に群れとして運用される。ゲーム的には「1体」のレギオンは何体かのアンデッドの集合体として管理され、ダメージを受けるとパーツではなく構成しているアンデッドの人数が減る
- ホラー - 戦闘用に強力な調整をされたアンデッドで、レギオンとちがって単体ごとに運用される。人間的な知性や自我が与えられることは少ないが、獣程度の自我はもつ。人間型とは限らないため、ゲーム的には部位という概念を持たない（一個だけの部位に全てのパーツがくっついているような扱い）。
- サヴァント - 確固たる自我と知性のあるアンデッド。ネクロマンサーの忠実な奴隷で腹心としての誇りを持つ。ゲーム的にはPCと同じルールで扱われる。
- ドール - 人間の「心」を植えつけられた超高性能アンデッド。それゆえにサヴァントよりも精神的に脆いが、無限の可能性も併せ持つ。ゲーム的にはPCと同じルールで扱われる。

アンデッドはネクロマンサーによって作り出されるため自然発生することはないのだが、全てのアンデッドがネクロマンサーによって管理されているとは限らない。廃棄されたホラーやサヴァント、ネクロマンサーを殺して自由を勝ち取ったドールなど、ネクロマンサーの管理外にあるアンデッドがPCたちと遭遇することもある。
この世界の支配者たるネクロマンサーについては、その多くが引きこもっている。警戒心が強く、必要以上に「外」を知ろうとせずに一箇所にとどまっている。ネクロマンサーは原則的に自分以外のネクロマンサーの存在を認めようとしない。そのこともあってか、文明崩壊直後の時代にはネクロマンサー同士の激しい干渉があったようだが、現在では戦争をする気力さえネクロマンサーは持っていない。あるネクロマンサーが別のネクロマンサーを見かけても、見て見ぬ振りをするくらい、ネクロマンサー同士は相互不干渉を貫いている。ネクロマンサーにとって大事なのは自分と同じ目線と同じ価値観をもつ他者ではなく、自分の思い通りに動いてくれる手駒のアンデッドなのである。
なお、この時代に「生きた人間」が残っているかどうかはNCが決めることになっている。ネクロマンサーにしたところで生きている人間であるとは限らず、自らをアンデッド化した元人間、人格ダウンロード技術でコンピュータに精神を移植した元人間、などということが普通にあり得るため、人類という種が根絶していたとしても矛盾は発生しない。

## 製品一覧
永い後日談のネクロニカ
基本ルールブック。ISBN 978-4-9905804-0-7
ネクロニカ・リプレイ 『お茶会をもう一度』
文庫判リプレイ第一弾。ISBN 978-4990580414
ネクロニカ・サプリメント 『箱庭の物語』
サプリメント第一弾。シナリオ、プレイガイダンスなどGM向けの内容で、PC向けの追加データなどは掲載されていない。ISBN 978-4-9905804-2-1
ネクロニカ・リプレイ 『彼の鐘はもう二度と』
文庫判リプレイ第二弾。ISBN 978-4990580438
ネクロニカ・サプリメント 『歪曲の舞踏』
サプリメント第二弾。PC向け追加データ。シナリオ。ISBN 978-4-9905804-4-5
ネクロニカ・サプリメント 『最果の戯曲』
サプリメント第三弾。PC向け追加データ。GM向け追加データ。シナリオ。小説。ISBN　4990790502